# Nicola Santangelo
Nicola Santangelo (Napoli, 5 gennaio 1785 – Napoli, 29 novembre 1851) è stato un politico italiano, ministro dell'interno del Regno delle Due Sicilie dal 1831 al 1847.

## Biografia
Proveniente da una famiglia molisana originaria di Busso, era figlio del grande avvocato del foro di Napoli Francesco Santangelo.
Intrapresi gli studi di giurisprudenza, conseguì la laurea nel 1797, e fu nominato uditore del Consiglio di Stato. Nel 1809 fu promosso segretario dell'Intendenza in Terra di Lavoro, e nel 1811 fu nominato intendente di Basilicata. Qui si applicò con successo alla repressione del brigantaggio, ottenendo come riconoscimento il trasferimento a Reggio Calabria con l'incarico di Intendente di Calabria.
Nel 1822 transitò nei quadri della magistratura, assumendo l'incarico di Giudice della Gran Corte Civile di Napoli. Nel 1824 fu nominato Intendente in Capitanata dove realizzò il Teatro Comunale e il Monte di Pietà di Foggia, e diede forte impulso all'attività agricola e commerciale della zona, costruendo tra l'altro diverse opere pubbliche.
Avendo dato eccellente prova di sé, fu nominato Ministro dell'interno del Regno delle Due Sicilie dal re Francesco I con Regio decreto del 23 ottobre 1831. Tale carica, che tenne ininterrottamente fino al 1847, costituì l'apice della sua carriera pubblica, facendone il più longevo ministro dell'interno della storia del Regno delle Due Sicilie.
Ferdinando II, con decreto del 16 novembre 1847, gli conferì il titolo di marchese.
Fu in qualità di ministro dell'interno che patrocinò presso Ferdinando II la nomina del fisico parmense Macedonio Melloni, uno dei più grandi scienziati dell'Ottocento, noto soprattutto per le sue ricerche sul calore radiante e sul magnetismo e esiliato a Parigi a causa delle sue simpatie liberali, a direttore dell'Osservatorio Meteorologico Vesuviano.
Il decreto porta la data dal 4 marzo 1839, ma la costruzione dell'Osservatorio inizia solo due anni più tardi e l'inaugurazione dell'edificio, seppure incompleto, avviene nel 1845, in occasione dello svolgimento a Napoli del VII Congresso degli Scienziati Italiani. "Avvezzo da' miei più teneri anni ai rigori di una scienza che nelle sue lente e faticose vie non patisce la più leggera imperfezione, io mi sarei astenuto del tutto da intrattenervi in un osservatorio ancora sfornito di strumenti, se il vivo desiderio e l'obbligo solenne d'onorare in tutte le possibili guise il settimo congresso italiano..." (Minuta di Antonio Ranieri con discorso inaugurale dell'Osservatorio Vesuviano tenuto da Macedonio Melloni, 1845).
L'Osservatorio viene consegnato ufficialmente al suo direttore il 16 marzo del 1848. Melloni non vi ha ancora trasferito gli strumenti, quando a maggio scoppiano i moti liberali, a cui seguono una dura repressione e la destituzione di Melloni dalla carica di direttore. Il secondo direttore dell'Osservatorio, Luigi Palmieri, laureato a Napoli, prima in fisica e matematica e poi in filosofia, ottiene nel 1847 la cattedra di logica e metafisica presso la Regia Università degli Studi; svolge nel frattempo una intensa attività di ricerca in fisica sperimentale.
Nel 1852 Ferdinando II gli concede di effettuare i suoi esperimenti presso l'Osservatorio Vesuviano, che, dopo la destituzione di Melloni, versa ormai in stato di abbandono. Nel 1854 muore Melloni. Soltanto allora Palmieri, accetta la nomina di direttore. Da quel momento inizia la sorveglianza sistematica dell'attività del Vesuvio, che in quell'epoca è quasi continua e caratterizzata da importanti e frequenti eventi eruttivi, come le eruzioni del 1855, del 1861, del 1868 e del 1872.

## Museo Santangelo
Il padre Francesco Santangelo [1], acquistò nel 1813 il Palazzo Diomede Carafa  che adibì a museo privato; Nicola Santangelo insieme ai fratelli Felice, sovrintendente al Reale Albergo dei Poveri, e Michele contribuì ad arricchire le raccolte presenti costituite dalla collezione di monete greco-romane, oggi custodita al Museo archeologico di Napoli , dalla pinacoteca con circa 350 quadri e dalla collezione di vasi etruschi e greco-romani . []

## Rapporti con Cagnazzi
Luca de Samuele Cagnazzi, scienziato ed economista del Regno delle Due Sicilie, non espresse parole molto lusinghiere nei confronti di Nicola Santangelo all'interno della sua autobiografia La mia vita. In particolare afferma che era "ignorante e sciocco" e ciononostante fu nominato presidente generale della Settima riunione degli scienziati italiani, tenutasi a Napoli nel 1845. Come raccontato dallo stesso Cagnazzi, ci fu molta inimicizia tra Cagnazzi e il Ministro dell'interno Santangelo, e quest'ultimo di fatto osteggiò alcune nomine alle quali Cagnazzi aspirava, quale ad esempio quella a professore di politica economica, rimasta vacante in seguito alla morte del professor Longo.
Cagnazzi inoltre afferma che a metà dell'anno 1847 (poco prima degli sconvolgimenti del 1848) cominciarono a girare "proteste ossia satire contro del Governo"; le critiche erano mosse nei confronti di Monsignor Celestino Cocle, confessore del re, e dei due ministri Nicola Santangelo e Francesco Saverio del Carretto accusati di corruzione e inettitudine. Cagnazzi trascrive anche alcuni aneddoti sul loro dispotismo e i loro intrighi e, a quanto pare, "era il Re persuaso e pubblicamente derideva Santangelo come manifesto ladro". Cocle, del Carretto e Santangelo finirono tutti e tre con l'essere dimessi e il Ministero dell'interno fu divisi in quattro distinti ministeri.